# Osuchów (powiat zwoleński)
Osuchów – wieś w Polsce położona w województwie mazowieckim, w powiecie zwoleńskim, w gminie Kazanów. Ma status sołectwa.
| SIMC    | Nazwa           | Rodzaj    |
| ------- | --------------- | --------- |
| 0626308 | Dobiec          | część wsi |
| 0626314 | Osuchów-Kolonia | część wsi |
| 0626320 | Osuchów-Wieś    | część wsi |
| 0626337 | Paluch          | część wsi |
| 0626343 | Piaski          | część wsi |
| 0626350 | Szymanówka      | część wsi |

Wierni Kościoła rzymskokatolickiego należą do parafii Przemienienia Pańskiego w Kazanowie Iłżeckim.

## Charakterystyka
Prywatna wieś szlachecka, położona była w drugiej połowie XVI wieku w powiecie radomskim województwa sandomierskiego. W latach 1975–1998 miejscowość należała administracyjnie do województwa radomskiego.
Wieś leży u zbiegu dwóch niewielkich rzek: Iłżanki i jej dopływu Modrzewianki.
We wsi Osuchów urodził się w 1925 prof. dr hab. Mieczysław Stański